# Cabezon (U-Boot)
Die USS Cabezon (SS-334) war ein U-Boot der Balao-Klasse. Es wurde von der US Navy während des Zweiten Weltkriegs von der Pazifikflotte im Pazifik gegen Japan eingesetzt. Das Boot war das einzige Schiff der US Navy, welches den Namen Cabezon trug. Der Name ist die ursprünglich spanische Bezeichnung für „großer Kopf“ und steht hier für verschiedene unterschiedliche Arten der Knochenfische mit großen Köpfen, darunter die Scorpaenichthys marmoratus aus der Familie der Groppen. (→ Siehe auch: USS Bullhead (SS-332).)

## Technik und Bewaffnung
Die Cabezon war ein diesel-elektrisches Patrouillen-U-Boot der Balao-Klasse. Die Balao-Klasse wurde gegenüber der Gato-Klasse nur geringfügig verbessert und war wie jene für lange offensive Patrouillenfahrten im Pazifik ausgelegt. Insbesondere die Tauchtiefe wurde, basierend auf den Erfahrungen während des Krieges gegen Japan, vergrößert und der Innenraum verbessert. Äußerlich und in ihren Dimensionen glichen sich die Boote beider Klassen weitgehend.

### Technik
Die Cabezon war 95 Meter lang und 8,3 Meter breit, ihr Tiefgang betrug maximal 5,1 Meter. Aufgetaucht verdrängte sie 1526 ts, getaucht 2424 ts. Der Antrieb erfolgte durch vier 16-Zylinder-Dieselmotoren von General Motors, Modell 16-278A, die je 1000 kW (1350 PS) Leistung brachten. Unter Wasser wurde das U-Boot durch vier Elektromotoren mit insgesamt 2740 PS angetrieben, die ihre Energie aus zwei 126-zelligen Akkumulatoren bezogen. Die Motoren gaben ihre Leistung über ein Getriebe an zwei Wellen mit je einer Schraube ab. Die Geschwindigkeit betrug aufgetaucht maximal 20,25 Knoten, getaucht schaffte die Cabezon noch 8,75 Knoten. Die maximal mögliche Tauchzeit betrug 48 Stunden, die maximale Konstruktionstauchtiefe lag bei 120 Metern. In den Treibstofftanks konnten 440 Kubikmeter Dieselkraftstoff gebunkert werden, damit hatte das Boot einen Fahrbereich von 11.000 Seemeilen bei 10 Knoten.

### Bewaffnung
Die Hauptbewaffnung der Cabezon bestand aus zehn 533-mm-Torpedorohren, sechs im Bug, vier achtern, für die sich 24 Torpedos an Bord befanden. Vor und hinter dem Turm war jeweils ein 5-Zoll-Deckgeschütz montiert. Die Montage des zweiten Geschützes vor dem Turm war eine gegen Kriegsende häufiger vorgenommene Modifikation auf Booten der Balao-Klasse. Auf dem Wintergarten waren eine 20-mm-Oerlikon-Maschinenkanone (hinten) und eine 40-mm-FlaK (vorne) untergebracht. Zusätzlich konnten zwei 12,7-mm-Maschinengewehre bei Bedarf an diversen Positionen des Schiffs montiert und nach Gebrauch wieder im Boot verstaut werden. Zur Ortung feindlicher Schiffe verfügte die USS Cabezon über ein JK/QC- und ein QB-Sonar unter dem Bug, an Deck waren JP-Hydrophone installiert. Am ausfahrbaren Elektronikmast war ein SD-Radar mit 20 Seemeilen Aufklärungsreichweite zur Ortung feindlicher Flugzeuge angebracht, zusätzlich verfügte das U-Boot über ein SJ-Oberflächensuchradar mit etwa zwölf Seemeilen Reichweite. Im getauchten Zustand konnte über das am Periskop angebrachte ST-Radar mit acht Seemeilen Reichweite ebenfalls eine Ortung feindlicher Schiffe erfolgen.

## Einsatzgeschichte
Das U-Boot mit der Nummer SS-334 wurde am 18. November 1943 bei Electric Boat in Groton, Connecticut auf Kiel gelegt. Der Stapellauf und die Taufe erfolgten am 27. August 1944. Taufpatin des Cabezon getauften U-Bootes war Mrs. T. R. Cooley. Als Kommandant übernahm Commander G. W. Lautrup die Führung des Bootes, das zunächst Probe- und Übungsfahrten bis 19. Februar 1945 vor Neuengland, dann vor Key West und der Küste Floridas durchführte.

## Zweiter Weltkrieg
Nach der Seeerprobung und Trainingsfahrten im Atlantik verlegte das U-Boot durch den Panamakanal in den Pazifik. Am 15. März 1945 erreichte das Boot den Flotten-Stützpunkt Pearl Harbor auf Hawaii. Bis zur Kapitulation Japans befand sich die Cabezon im Einsatz auf dem pazifischen Kriegsschauplatz. In dieser Zeit vollendete sie eine Feindfahrt, wobei sie überwiegend im Ochotskischen Meer operierte. Am 19. Juni 1945 erzielte die Cabezon ihre einzige Versenkung, als sie das japanische Frachtschiff Zaosan Maru (2631 ts) torpedierte, und dieses südwestlich der Kurilen sank. Nachdem sie diese Einsatzfahrt auf den Midwayinseln beendete und dort wieder Einsatzbereitschaft hergestellt wurde, verbrachte die Cabezon den Rest des Krieges mit Trainingsfahrten vor Saipan.

## Nachkriegszeit
Vom 7. September 1945 bis 12. Januar 1946 nahm die Cabezon an kleineren Operationen und Übungen in philippinischen Gewässern teil. Ihr Heimatstützpunkt für diesen Zeitraum war der Flottenstützpunkt Subic Bay. Anschließend verlegte sie nach San Diego, wo sie am 6. Februar eintraf. Von dort aus operierte sie bis zur erneuten Verlegung nach Pearl Harbor, wo sie am 20. November einlief. Dort wurde sie primär für die Ausbildung von Reservisten und bei Übungen eingesetzt. Daneben unternahm sie mehrere längere Ausbildungs- und Patrouillenfahrten in den Südpazifik, den Nordpazifik und die Arktis. Zwei weitere Fahrten unternahm sie nach Ostasien (März – Juli 1950 sowie April – Oktober 1952). Bei letzterer patrouillierte Cabezon in der La-Pérouse-Straße zwischen der nordjapanischen Hauptinsel Hokkaidō und der sowjetischen Insel Sachalin.

## Verbleib
Die Cabezon lief am 21. April 1953 mit Ziel Mare Island aus, wo sie nach ihrer Ankunft auf ihre Deaktivierung vorbereitet und anschließend am 24. Oktober 1953 außer Dienst gestellt und in die Reserveflotte eingegliedert wurde. Sie verblieb dort bis zu ihrer endgültigen Streichung aus dem Flottenregister am 15. Mai 1970. Am 28. Dezember 1971 wurde das U-Boot zum Verschrotten verkauft und anschließend abgewrackt.

## Auszeichnungen
Die USS Cabezon erhielt für ihren Einsatz im Zweiten Weltkrieg einen Battle Star verliehen. Ihre einzige Einsatzfahrt wurde als „erfolgreich“ bewertet.